# サイコだけど大丈夫
『サイコだけど大丈夫』は、2020年6月20日から8月9日までtvNで放送された韓国のテレビドラマ。日本では、Netflixで2020年に配信された。

## あらすじ
人生の重さを抱えて愛を拒否し、精神病棟の保護士として生きるムン・ガンテと、生まれつきの欠陥で愛が何かをわからずにいる、童話作家コ・ムニョンが、お互いの傷を治癒していく、一編のファンタジー童話のような、愛に関するロマンティックコメディ。

## キャスト
※括弧内は日本語吹替

### 主要人物
ムン・ガンテ
演：キム・スヒョン（小林親弘）
精神病棟の保護士。幼少期に両親を亡くした。最初はムニョンと衝突しあっていたが、愛し合うようになる。
コ・ムニョン
演：ソ・イェジ（村中知）
人気児童文学作家。反社会性パーソナリティ障害の疑いがあり、幼少期は母から歪んだ愛情を受けてきた。
ムン・サンテ
演：オ・ジョンセ（平田広明）
ガンテの兄。ASD。ムニョンの大ファンであった。

### ガンテの周辺人物
チョ・ジェス
演：カン・ギドゥン（清水優譲）
ガンテの唯一の友人。

### OK精神病院の人々
ナム・ジュリ
演：パク・ギュヨン（米本早希）
看護師。ガンテとムニョンの同級生。
オ・ジワン
演：キム・チャンワン（石住昭彦）
病院長。ガンテを優しく、見守る。
カン・スンドク
演：キム・ミギョン（桜岡あつこ）
ジュリの母・調理長。
パク・ヘンジャ / ト・ヒジェ
演：チャン・ヨンナム
看護師長。実はムニョンの生母であり、ガンテとサンテの母を殺した黒幕。
ソン・ビョル
演：チャン・ギュリ
看護師。
コ・デファン
演：イ・オル
ムニョンの父。元建築家。器質性認知症。
カン・ピロン
演：キム・ギチョン
PTSD。
チュ・ジョンテ
演：チョン・ジェグヮン
アルコール依存症。
パク・オンナン
演：カン・ジウン
パーソナリティ障害。

### 出版社『サンサンイサン』の人々
イ・サンイン
演：キム・ジュホン
サンサンイサンの代表。ムニョンにいつも振り回されている。
ユ・スンジェ
演：パク・チンジュ
アートディレクター。